# معرين (مصياف)
معرين قرية سورية تتبع ناحية جب رملة في منطقة مصياف في محافظة حماة. بلغ عدد سكانها 1830 نسمة في عام 2004 حسب إحصاء المكتب المركزي للإحصاء.
تقع شمال غرب مدينة حماة.

## وصلات خارجية
- الوحدات الإدارية في محافظة حماة نسخة محفوظة 18 أبريل 2019 على موقع واي باك مشين.